# Santara (sjö i Savitaipale, Södra Karelen)
Santara är en sjö i kommunen Savitaipale i landskapet Södra Karelen i Finland. Sjön ligger 85 meter över havet. Den är 5,8 meter djup. Arean är 1,28 kvadratkilometer och strandlinjen är 12,8 kilometer lång. Sjön  ingår i Vuoksens huvudavrinningsområde.   Den ligger omkring 44 km väster om Villmanstrand och omkring 180 km nordöst om Helsingfors. 